# Géza Imre
Géza Imre (Budapeste, 23 de dezembro de 1974) é um esgrimista húngaro que atua na categoria espada.  Ele foi medalhista de bronze nos Jogos Olímpicos de 1996, de prata nos Jogos Olímpicos de 2004 e nos Jogos Olímpicos de 2016.

## Carreira

### Rio 2016
Géza Imre representou seu país nos Jogos Olímpicos de Verão de 2016, na espada. Na competição por equipes conquistou a medalha de bronze ao lado de Gábor Boczkó, András Rédli e Péter Somfai.